# Silver 'n Voices
Silver 'n Voices è un album in studio del pianista jazz statunitense Horace Silver, pubblicato nel 1976.

## Tracce
1. Out of the Night (Came You) - 5:50
2. Togetherness - 5:46
3. I Will Always Love You - 3:37
4. Mood for Maude - 5:27
5. Incentive - 5:19
6. New York Lament - 4:35
7. All in Time - 6:05
8. Freeing My Mind - 4:28

## Formazione
- Horace Silver - piano, arrangiamenti
- Tom Harrell - tromba
- Bob Berg - sassofono tenore
- Ron Carter - basso
- Al Foster - batteria
- Monica Mancini, Avery Sommers, Joyce Copeland, Richard Page, Dale Verdugo - voce
- Alan Copeland - voce, direzione